# Tobias Halland Johannessen
Tobias Halland Johannessen (* 23. srpna 1999) je norský profesionální silniční cyklista jezdící za UCI ProTeam Uno-X Mobility.

## Kariéra
S cyklistikou Johannessen začal spolu se svým bratrem Andersem kvůli dojíždění do školy. Zranění kolene ho vyřadilo z většiny zkrácené sezóny 2020. Nejprve se soustředil na horská kola a cyklokros, ale před sezónou 2021 přestoupil do týmu Uno-X Dare Development Team s cílem se soustředit na silniční cyklistiku. V červnu 2021 Johannessen dokončil Giro Ciclistico d'Italia na celkovém druhém místě za Juanem Ayusem a zároveň získal dvě druhé příčky v etapách. V červenci 2021 byl Johannessen jmenován do norského olympijského týmu jako reprezentant v silničním závodu na letních olympijských hrách 2020. Na Sazka Tour Johannessen získal ve třetí a čtvrté etapě svá první profesionální vítězství. V srpnu 2021 Johannessen vyhrál etapový závod Tour de l'Avenir o 7 sekund před Carlosem Rodríguezem poté, co zvítězil v sedmé a osmé etapě.
Johannessen svou sezónu 2022 začal na Étoile de Bessèges, kde vyhrál čtvrtou etapu a závod dojel na třetím místě v celkovém pořadí a jako vítěz soutěže mladých jezdců. V březnu 2022 se Johannessen zúčastnil svého prvního etapového závodu, jenž je součástí UCI World Tour, a to Volty a Catalunya. Závod dokončil na celkovém sedmém místě. Na závodu Kolem Norska se Johannessen stal lídrem závodu po druhé etapě a do cíle nakonec dojel na celkovém čtvrtém místě a jako vítěz bodovací soutěže. Krátce poté se zúčastnil Critéria du Dauphiné. Svým finálním desátým místem v celkovém pořadí si zajistil vítězství v soutěži mladých jezdců s náskokem přes 1 minutu na druhého Brandona McNultyho.

## Hlavní výsledky

### Silniční cyklistika
2021
Tour de l'Avenir
 celkový vítěz
vítěz etap 7 a 8
Sazka Tour
2. místo celkově
vítěz etap 3 a 4
Giro Ciclistico d'Italia
2. místo celkově
3. místo Lutych–Bastogne–Lutych Espoirs
2022
Étoile de Bessèges
3. místo celkově
 vítěz soutěže mladých jezdců
vítěz 4. etapy
Kolem Norska
4. místo celkově
 vítěz bodovací soutěže
4. místo Mont Ventoux Dénivelé Challenge
Volta a Catalunya
7. místo celkově
Critérium du Dauphiné
10. místo celkově
 vítěz soutěže mladých jezdců
2023
Tour de Luxembourg
vítěz 5. etapy
Tour of Britain
2. místo celkově
2. místo Giro del Veneto
3. místo Paříž–Tours
Arctic Race of Norway
4. místo celkově
4. místo Circuit Franco–Belge
Kolem Norska
9. místo celkově
2024
4. místo Trofeo Pollença – Port d'Andratx
8. místo Trofeo Serra de Tramuntana

#### Výsledky na etapových závodech
| Výsledky na Grand Tours        |      |      |      |
| Grand Tour                     | 2022 | 2023 | 2024 |
| Giro d'Italia                  | —    | —    | —    |
| Tour de France                 | —    | 30   | 35   |
| Vuelta a España                | —    | —    |      |
| Výsledky na etapových závodech |      |      |      |
| Závod                          | 2022 | 2023 | 2024 |
| Paříž–Nice                     | —    | —    |      |
| Tirreno–Adriatico              | —    | —    |      |
| Volta a Catalunya              | 7    | 86   |      |
| Kolem Baskicka                 | —    | —    |      |
| Tour de Romandie               | —    | —    |      |
| Critérium du Dauphiné          | 10   | 15   |      |
| Tour de Suisse                 | —    | —    |      |

### Cyklokros
2016–2017
Národní šampionát
2. místo závod juniorů
2017–2018
Národní šampionát
 vítěz elitního závodu
2018–2019
Národní šampionát
 vítěz elitního závodu
vítěz Stockholm Cyclo-cross
2019–2020
Národní šampionát
2. místo elitní závod
2021–2022
Národní šampionát
 vítěz elitního závodu

### Horská kola
2016
Mistrovství světa
 3. místo cross-country juniorů